# Front Royal
Front Royal é uma cidade  localizada no estado norte-americano de Virginia, no Condado de Warren.

## Demografia
Segundo o censo norte-americano de 2000, a sua população era de 13.589 habitantes.
Em 2006, foi estimada uma população de 14.561, um aumento de 972 (7.2%).

## Geografia
De acordo com o United States Census Bureau tem uma área de
24,6 km², dos quais 24,0 km² cobertos por terra e 0,6 km² cobertos por água. Front Royal localiza-se a aproximadamente 160 m acima do nível do mar.

## Localidades na vizinhança
O diagrama seguinte representa as localidades num raio de 24 km ao redor de Front Royal.